# Манадо
Манадо (инд. Kota Manado) главни је град провинције Северни Сулавеси у Индонезији, и уједно други највећи град острва Целебес. 
Манадо има 417.548 становника по подацима из 2005. Главна привредна активност је туризам. 
Град је настао 1658. када је овде Холандска источноиндијска компанија саградила тврђаву. 

## Демографија
| 2005.   | 2010.   | 2019.   |
| ------- | ------- | ------- |
| 417.548 | 410.481 | 432.300 |